# Magdalena Galdikienė
Magdalena Galdikienė, född 1891, död 1979, var en litauisk politiker.
Hon satt i Kaunas stadsråd 1919–1920 och i Litauens parlament 1920–1926. Hon var ordförande för Litauens största kvinnoförening, Lithuanian Catholic Women's Organization (LKMD) 1919–1940. Som parlamentariker genomdrev hon 1922 en ny civillag som i princip jämställde könen i lag. 